# Bengalia hastativentris
Bengalia hastativentris este o specie de muște din genul Bengalia, familia Calliphoridae, descrisă de Senior-white în anul 1923. Conform Catalogue of Life specia Bengalia hastativentris nu are subspecii cunoscute.